# Reserve-Polizei-Bataillon 101

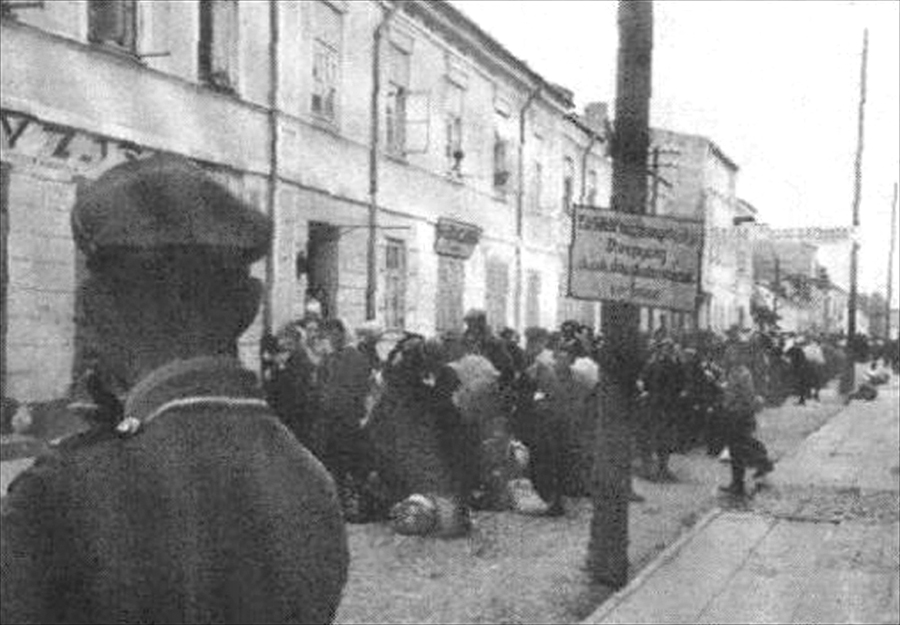
Liquidierung des Ghettos von Biała Podlaska, Oktober 1942

Das Reserve-Polizei-Bataillon 101 war eine militärische Einheit der Ordnungspolizei im nationalsozialistischen Deutschland, die in Hamburg aufgestellt wurde und rund 500 Mann umfasste. Das Bataillon war im Zweiten Weltkrieg eingesetzt und aktiv am Holocaust beteiligt. Angehörige dieses Verbandes waren an der Ermordung von mindestens 38.000 Juden direkt beteiligt. Sie wirkten zudem an der Deportation von mindestens 45.000 Juden in die Vernichtungslager mit.
Das Bataillon wurde in den 1990er Jahren der Öffentlichkeit durch Publikationen des Historikers Christopher Browning bekannt und auf Basis dieser Forschungen auch von Daniel Goldhagen und Stefan Kühl als Fallstudie verwendet.

## Geschichte

### Reserve-Polizei-Bataillon 101
Die Ordnungspolizei wurde 1936 gebildet. Sie hatte zur Unterstützung der Wehrmacht im Kriegsfall Polizei-Bataillone aufzustellen, die ihre ausgebildeten Mannschaften zur Bildung weiterer Bataillone abgaben und durch eingezogene Reservisten auffüllten. In Hamburg wurde so 1939 das Polizei-Bataillon 101 gebildet.
Beim Überfall auf Polen überschritt das Bataillon im September 1939 die Grenze bei Oppeln und rückte über Częstochowa nach Kielce vor. Dort verblieb es zunächst und war in dem Gebiet um die Stadt und in Kielce selbst für die Gefangennahme versprengter polnischer Soldaten, das Einsammeln des von der polnischen Armee zurückgelassenen Kriegsgerätes und für die Bewachung von Kriegsgefangenenlagern zuständig.
Am 17. Dezember 1939 kehrte das Bataillon nach Hamburg zurück. Es musste 100 Berufspolizisten abgeben und erhielt Ersatz durch Reservisten mittleren Alters, die sodann ausgebildet wurden.
Ab Mai 1940 erfolgte der Einsatz des Bataillons (nunmehr Reserve-Polizei-Bataillon 101) im Warthegau in Posen und im Gebiet um die Stadt. Es nahm zunächst an „Aussiedlungsaktionen“ teil, mit denen die polnische Landbevölkerung systematisch aus den „angegliederten Ostgebieten“ des Reiches vertrieben werden sollte. Von 58.628 Menschen wurden 36.972 ihrer Heimat beraubt, 22.000 flohen. Dabei fanden erste Exzesse und Tötungen statt, denen ältere und kranke Menschen zum Opfer fielen. In Posen stellte das Bataillon Erschießungskommandos für die Hinrichtung von 100–120 Polen zur Verfügung. Nach Abschluss der Vertreibung wurden „Befriedungsaktionen“ in der Region durchgeführt, bei denen 750 Polen gefangen genommen wurden.
Ab 28. November 1940 bis Mai 1941 war das Bataillon zur Bewachung des Ghettos Litzmannstadt eingesetzt.
Im Mai 1941 wurde das Bataillon nach Hamburg zurückverlegt. Hier erfolgte bis Juni 1942 eine umfassende Umgliederung: es musste das noch vor Kriegsbeginn rekrutierte Personal an andere Einheiten abgeben und erhielt zur Auffüllung neu eingezogene Reservisten.
Von Mitte Oktober 1941 bis Ende Februar 1942 war das Bataillon an umfangreichen Deportationen von Juden aus Hamburg beteiligt: am 25. Oktober 1941 verließen 1034 Juden die Stadt mit dem Ghetto Litzmannstadt als Ziel. Am 8. November 1941 wurden 990 Juden nach Minsk deportiert. 408 Hamburger Juden wurden am 18. November 1941 gemeinsam mit 500 Juden aus Bremen ebenfalls nach Minsk gebracht. Am 4. Dezember 1941 folgten 808 Juden, diesmal mit Ziel Riga.
Ab Juni 1942 war das Bataillon wieder in Polen im Generalgouvernement eingesetzt. Am 20. Juni 1942 wurde es von Hamburg nach Zamość verlegt, wo es am 25. Juni 1942 eintraf. Es lag in Biłgoraj sowie in Frampol, Tarnogród, Ulanów, Turobin, Wysokie und Zakrzów. Zunächst hatte es hier Juden gefangen zu nehmen und in Durchgangsghettos, vermutlich jene in Izbica und in Piaski zu bringen. Dabei fanden einzelne Hinrichtungen statt, die kranke und ältere Juden trafen.

### III. Bataillon des Polizeiregimentes 25
Im Juli 1942 wurde im Zuge einer Neustrukturierung der Polizeiverbände das Reserve-Polizei-Bataillon 101 in III. Bataillon des Polizei-Regimentes 25 umbenannt.
Am 13. Juli 1942 rückte das Bataillon in Józefów ein. Es deportierte alle arbeitsfähigen Juden nach Lublin, während alle anderen Juden, darunter überwiegend Frauen, Kinder und Kleinstkinder, in einem nahegelegenen Wald erschossen wurden (→ Massaker von Józefów). 1500 Menschen fielen der Polizeieinheit zum Opfer.
Das Besondere an diesem Massaker, das es von allen anderen der NS-Zeit unterscheidet, ist die minutiöse Dokumentation der Freistellung vom bzw. der Freiwilligkeit des Mordens. So trat Major Trapp mit tränenerfüllten Augen vor seine Truppe, erklärte den Auftrag, sprach weiter, dass ihm dieser missfalle, es aber ein Befehl sei. Schließlich bot er an, dass diejenigen, die meinten, diesen Auftrag nicht erfüllen zu können, vortreten könnten und dann straflos nicht daran teilnehmen müssten. Es traten ein Dutzend Männer vor, die nicht am Massaker teilnahmen und ebenfalls nicht bestraft wurden.
Wenige Tage später sollte das Bataillon erneut, diesmal in Aleksandrów, an einer Aktion gegen Juden teilnehmen. Dabei erhielt es zunächst ähnliche Befehle wie in Józefów. Die bereits gefangen genommenen Juden wurden jedoch allesamt auf Anweisung des Bataillonskommandeurs wieder freigelassen.
Am 20. Juli 1942 wurde das Bataillon in den nördlichen Abschnitt des Distriktes Lublin verlegt, wo es für das Gebiet der Kreise Puławy, Biała Podlaska und Radzyń zuständig war. Bereits Anfang August 1942 wurden von der Polizeieinheit in Parczew etwa 300 bis 500 Juden abtransportiert und in ein der Stadt nahegelegenes Waldgebiet gefahren. Dort übergab man sie einer SS-Einheit.
Am 17. August 1942 wütete das Bataillon in Łomazy. Hier war es an der Ermordung von 1700 Juden beteiligt. Bei weiteren Maßnahmen in den folgenden Tagen tötete die Einheit im selben Ort 20 bis 30 Juden.
In Parczew wurde am 19. August 1942 vom Bataillon das Ghetto durchsucht, 3000 Juden gefangen genommen und in das Vernichtungslager Treblinka deportiert. Wenige Tage später folgten ihnen die 2000 verbliebenen Juden mit gleichem Ziel.
Am 25. und 26. August 1942 wurden vom Bataillon 11.000 Juden aus dem Ghetto Międzyrzec nach Treblinka gebracht. Dabei verloren noch in der Stadt 960 Juden ihr Leben.
Am 22. September 1942 erschoss das Bataillon in Serokomla, neun Kilometer nordwestlich von Kock 200 bis 300 Juden aus dem Dorf und seiner Umgebung.
Im Zuge einer „Vergeltungsmaßnahme“ wurden am 26. September 1942 in Talcyn 78 Polen und 3 sogenannte Banditen erschossen. Da der Befehl die Ermordung von mindestens 200 Menschen verlangte, rückte das Bataillon in Kock ein und tötete noch 180 Juden aus dem dortigen Ghetto.
In der letzten Septemberwoche 1942 und Anfang Oktober bereitete das Bataillon umfassende Deportationen von Juden in die Vernichtungslager vor. Zunächst wurden die restlichen Juden aus Biała Podlaska in das Ghetto Międzyrzec gebracht, sodann aus der Region Radzyń, direkt aus Komarówka Podlaska, Wohyń und Czemierniki in dasselbe Ghetto und in das Ghetto Łuków.
Ebenfalls Anfang Oktober 1942 wurde der „Sammelpunkt“ (Ghetto) Końskowola durch das Bataillon geräumt. Etwa 500 bis 1000 Juden wurden in ein Lubliner Arbeitslager getrieben, wobei während des Marsches 100 von ihnen getötet wurden. 800 bis 1000 weitere Juden wurden sofort in ein Waldgebiet gebracht und dort ermordet. Insgesamt wurden 1100 bis 1600 Juden Opfer des Polizei-Bataillons.
Am 1. Oktober 1942 räumte das Bataillon das Ghetto Radzyń und deportierte 2000 Juden in das Vernichtungslager Treblinka. Einen Tag später erschossen Verbände des Bataillons in Parczew 100 Juden. Am 5. Oktober 1942 wurden 5000 Juden vom Bataillon aus dem Ghetto Łuków nach Treblinka abtransportiert. Drei Tage später folgten 2000 weitere Juden aus demselben Ghetto nach Treblinka. Am 6. und 9. Oktober 1942 deportiert es mehrere tausend Juden aus dem Ghetto Międzyrzec, wobei dabei bereits mindestens 150 Juden den Polizisten zum Opfer fielen. Das geräumte Ghetto Międzyrzec war am 14. und 16. Oktober 1942 Ziel von Deportationen aus dem Ghetto Radzyń, bevor diese Menschen am 27. Oktober und 7. November 1942 vom Bataillon weiter in Vernichtungslager gebracht wurden. Am 6. November 1942 wurden von der Polizeieinheit aus Kock 700 Juden in das Ghetto nach Łuków gebracht, wobei es in Kock zu zahlreichen Erschießungen kam. Einen Tag später wurden aus dem Ghetto Łuków 3000 Juden nach Treblinka deportiert, wobei 40 bis 50 Juden noch im Ort getötet wurden. Am 11. November 1942 ermordeten die Bataillonspolizisten weitere 200, schließlich fanden am 14. November 1942 nochmals Hinrichtungen statt.
Um das geräumte Gebiet „judenfrei“ zu halten, begannen ab Herbst 1942 Durchsuchungen von Wäldern. So wurden bei einer „Aktion“ im Oktober 1942 im Gebiet um Parczew 50 Juden getötet. Im gesamten Einsatzgebiet des Bataillons waren es 500. Im Frühjahr 1943 fand eine weitere „Aktion“ statt, bei der Wälder in der Region um Parczew vom Bataillon durchkämmt wurden. Hierbei entdeckte das Bataillon 100 bis 200 geflohene Juden und Russen, die sofort hingerichtet wurden. Die Einheit führte zudem Maßnahmen gegen die auf den Landwirtschaftsgütern in der Region eingesetzten „Arbeitsjuden“ durch: Es wurde zum einen kontrolliert, ob sich unter ihnen vor den Deportationen geflohene Juden befanden. Zum anderen wurden „Arbeitsjuden“ getötet, wenn der jeweilige Gutsbesitzer ihre Arbeitskraft nicht mehr benötigte. Bei diesen Maßnahmen, die von Bataillonsangehörigen als „Judenjagden“ bezeichnet wurden, ermordeten die Polizeitruppen insgesamt etwa 1000 Menschen.
Am 1. Mai 1943 begann das Bataillon mit der Räumung des Ghettos in Międzyrzec. 3000 bis 5000 Juden wurden dabei deportiert, wobei eine kleine Gruppe in das Zwangsarbeitslager Majdanek gebracht wurde. Der größte Teil aber wurde in das Vernichtungslager Treblinka abtransportiert. Weitere 1000 Juden wurden am 26. Mai 1943 durch das Bataillon nach Majdanek gebracht, so dass nur 200 Juden zurückblieben. Etwa 20 bis 30 von ihnen gelang die Flucht, während 170 am 17. Juli 1943 erschossen wurden.
Anfang November 1943 rückte das Bataillon in Lublin ein. Am 3. November 1943 begann die Aktion Erntefest. Die Polizeieinheit war zunächst an der Deportation von 13.000 Juden aus Arbeitslagern in und um Lublin in das nahe gelegene KZ Majdanek eingesetzt. Im Lager befanden sich damit zwischen 16.500 und 18.000 Juden. Zugleich begann im KZ Majdanek die Ermordung der zusammengetriebenen Juden unter Beteiligung des Bataillons.
Am darauf folgenden Tag, dem 4. November 1943, wurde das Bataillon in das Lager Poniatowa verlegt und tötete 14.000 Juden.
Im Anschluss wurde das Bataillon gegen Partisanen und an der Front eingesetzt. Dabei erlitt es hohe Verluste.

## Bekannte Angehörige des Bataillons
Die folgenden vier Bataillonsangehörigen wurden von Browning in seinem Buch namentlich genannt, alle anderen Täternamen sind Pseudonyme:
- Major Wilhelm Trapp (1889–1948), Bataillonskommandeur von September 1939 – † (hingerichtet) am 18. Dezember 1948 in Siedlce
- Hauptmann Julius Wohlauf (1913–2002), Kompanieführer der 1. Kompanie[31]
- Oberleutnant Hartwig Gnade, Kompanieführer der 2. Kompanie[31]
- Hauptmann Wolfgang Hoffmann (1914–1989), Kompanieführer der 3. Kompanie[31]

## Ermittlungen wegen Kriegsverbrechen
Gegen den Bataillonskommandeur, einen Kompanieführer, einen Hauptwachtmeister und einen weiteren Angehörigen des Reserve-Polizei-Bataillons 101 wurde in Polen 1948 ein Verfahren eingeleitet. Die Beschuldigten wurden ausgeliefert. In Siedlce fand am 6. Juli 1948 ein Prozess wegen der Hinrichtung von 78 Polen statt, an dessen Ende zwei Todesurteile, unter anderem gegen den Bataillonskommandeur, und zwei weitere Verurteilungen zu Haftstrafen von drei bzw. acht Jahren standen.
In der Bundesrepublik wurde ab 1958 gegen Angehörige des Bataillons ermittelt, von denen schließlich 14 angeklagt wurden. Der Prozess am Landgericht Hamburg endete im April 1968 mit fünf Verurteilungen und sechs weiteren Schuldsprüchen. In der Rechtsmittelinstanz wurden zwei Verurteilungen in Schuldsprüche ohne Verhängung einer Strafe umgewandelt sowie die gegen zwei Angeklagte verhängten Haftstrafen abgesenkt.

## In den Medien
Der Dokumentarfilm Das radikal Böse von Stefan Ruzowitzky versucht auf der Grundlage der von Christopher Brownings Darstellung die psychologische Motivation der Mitglieder der Einsatzgruppe zu ergründen, sich an den Morden zu beteiligen oder, wie einige wenige, zu verweigern.
Ebenso befasst sich die ZDF-Dokumentation „Täter ohne Reue“ in einem Abschnitt mit dem Reserve-Polizei-Bataillon 101 in Hinblick auf die Fragestellung wie die Umstände das Täterverhalten beeinflussen.
Auf Basis des Buchs von Christopher Browning veröffentlichte Netflix im September 2023 die für ZDF im Jahr 2022 hergestellte Dokumentation Ganz normale Männer – Der 'vergessene' Holocaust.